# 満富俊美
満富 俊美（みつとみ としみ、1903年〈明治36年〉3月6日 - 没年不明）は、大正から昭和時代前期の台湾総督府官僚。公吏。陸軍司政官。

## 経歴
宮崎県出身。1920年（大正9年）3月、宮崎県立宮崎農学校を卒業後、農業補習学校代用教員となる。1921年（大正10年）3月、東京市大森区署雇に転じ、1928年（昭和3年）10月、高等試験行政科に合格すると翌年渡台し、台湾総督府殖産局特産課勤務となる。ついで交通局副参事を経て、1934年（昭和9年）9月に地方理事官に進み、台中州大甲郡守に就任。その後は内務局地方課勤務、内務局防空課長、台中州警察部長を経て、1943年（昭和18年）2月、陸軍司政官に任ぜられた。
戦後は、宮崎県電気部長を歴任した。